# Kjell Jansson (ämbetsman)
Kjell Jansson, född 1949, är en tidigare svensk generaldirektör och socialdemokratisk statssekreterare samt mellan 2008 och 2015 VD för Svensk energi.
Jansson var statssekreterare hos Birgitta Dahl på Miljödepartementet 1990–1991, generaldirektör för Svenska Kraftnät 1991–1996, generaltulldirektör och chef för Tullverket 1997–2004, generaldirektör för NUTEK 2004–2006 samt generaldirektör för Statistiska centralbyrån 2006–2008. Han slutade på SCB samtidigt som myndigheten fick stor uppmärksamhet för felräknade inflationssiffror.
Jansson har även haft flera utredningsuppdrag, bland annat om handel med utsläppsrätter.